# Skupina 22

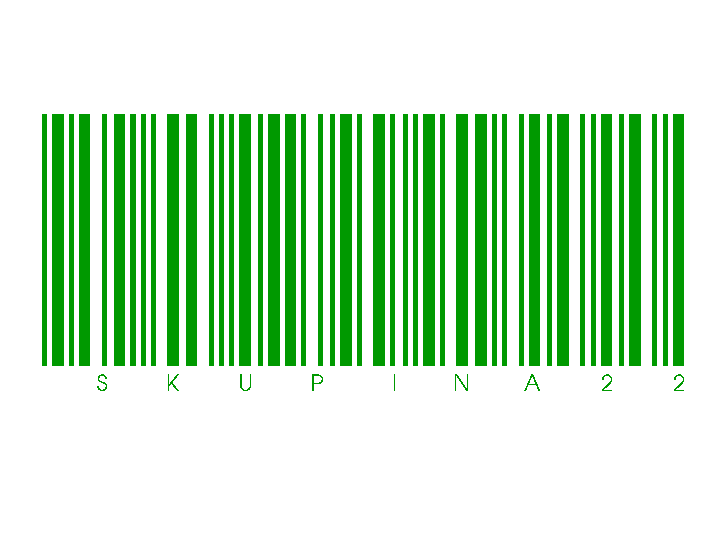
Oficiální logo Skupiny 22

Skupina 22 je českobudějovická umělecká skupina, založená kamarády ze zaniklého atletického oddílu Škoda v roce 1999. Rozsah její působnosti je velmi široký od psaní poezie v češtině, němčině a angličtině přes hraní divadelních her až po hudební tvorbu. Vytvořila a razí vlastní umělecký směr novotruhnismus, jehož základní teze shrnula do Manifestu Skupiny 22. V hudbě kombinuje elektronické zvuky s recitací vlastní poezie a její styl by se dal označit jako „electronic poetry music“. Od roku 2008 drží oficiální rekord v nepřetržité recitaci autorské poezie v délce 24 hodin, který vytvořila na festivalu Pelhřimov – město rekordů. Tento rekord dosud nikdo nepřekonal. Na německém festivalu Pfingst Open Air v Hauzenbergu vystoupil soubor v květnu roku 2010 před půldruhou tisícovkou diváků se speciálním setem v němčině.

Za dobu své existence Skupina 22 vystoupila v těchto městech a obcích: Bratislava (Café Exit, Slovensko), České Budějovice (Bazilika, Bobík, Buskers fest, Na Dvorku, Pansofie, Pod kamennou žábou, Pohodová čajovna, Rubicon, Solnice, SUD, Tyché, Tylovo divadlo), Český Krumlov (NZDM Bouda, Divadelní kavárna), Hauzenberg (festival Pfingst Open Air, Bavorsko), Chlum u Křemže (festival Cihelna vystupovat), Chvalšiny (festival Červenání), Libušín u Kladna (Freeze fest), Milovice (Freeze fest), Pelhřimov (náměstí, vyhlídková věž – festival rekordů), Písek (náměstí – slavnosti Dotkni se Písku), Plzeň (kavárna Jabloň), Praha (Čajírna Nad Vokem, Čajovna Jedna báseň), Strakonice (Čajovna Inspirace, Čajovna Na Půdě, Čajovna Pod stolem), Tábor (Dobrá čajovna, UMAUMA), Třebíč (Měsíční čajovna), Týn nad Vltavou (náměstí – městské slavnosti) a Vodňany (Městská galerie).

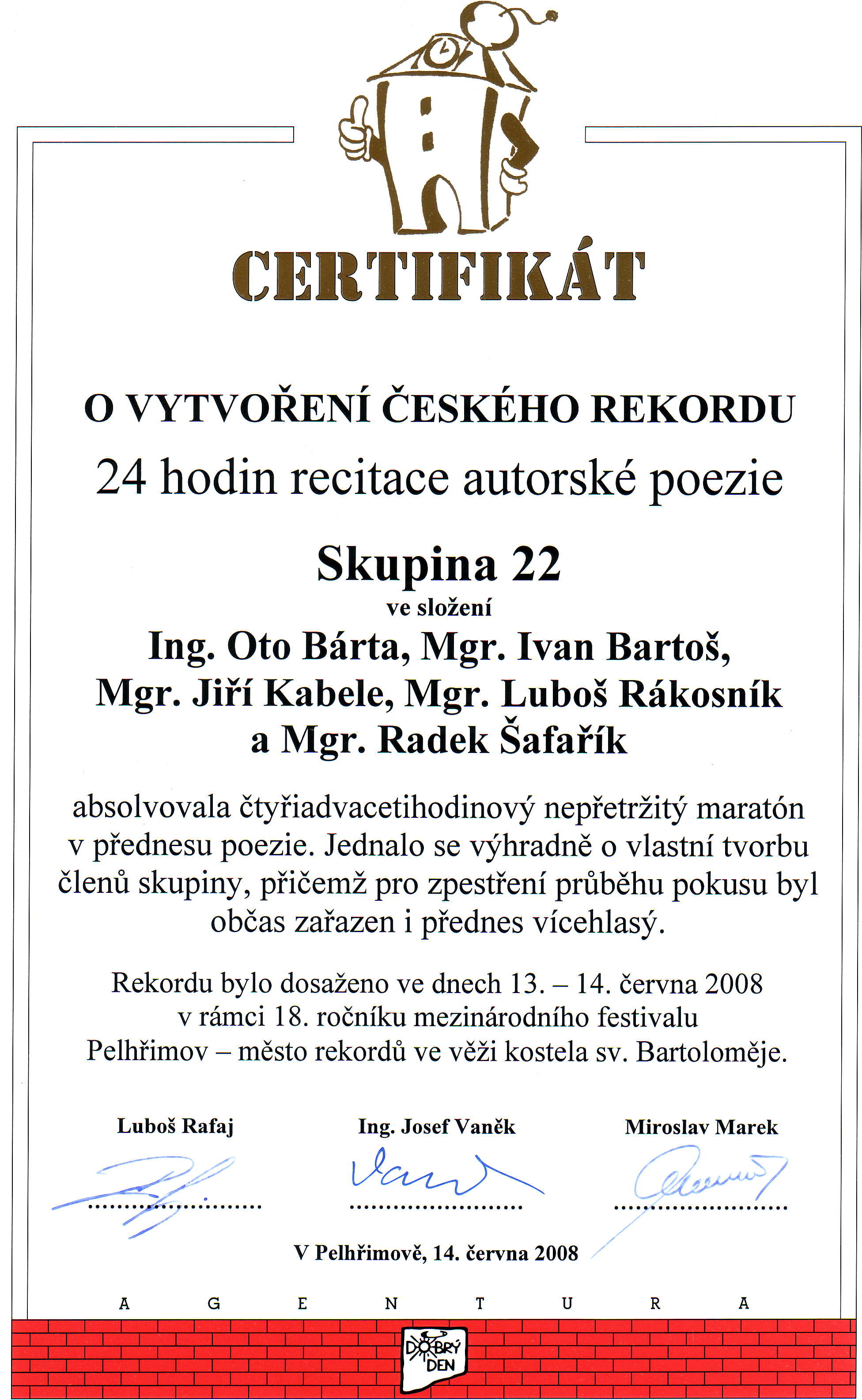
Certifikát o rekordu v nepřetržité recitaci autorské poezie

Naposledy veřejně vystupovala v sestavě Ivan Bartoš (zakládající člen) a Luboš Rákosník. Na novotruhnistické tvorbě tohoto souboru se v minulosti podíleli: Jiří Kabele (tragicky zahynul v roce 2017), Marek Vendl, Radek Šafařík (tragicky zahynul v roce 2019), Oto Bárta, Edwin Otta, Hynek Kocourek a Milan Souček.

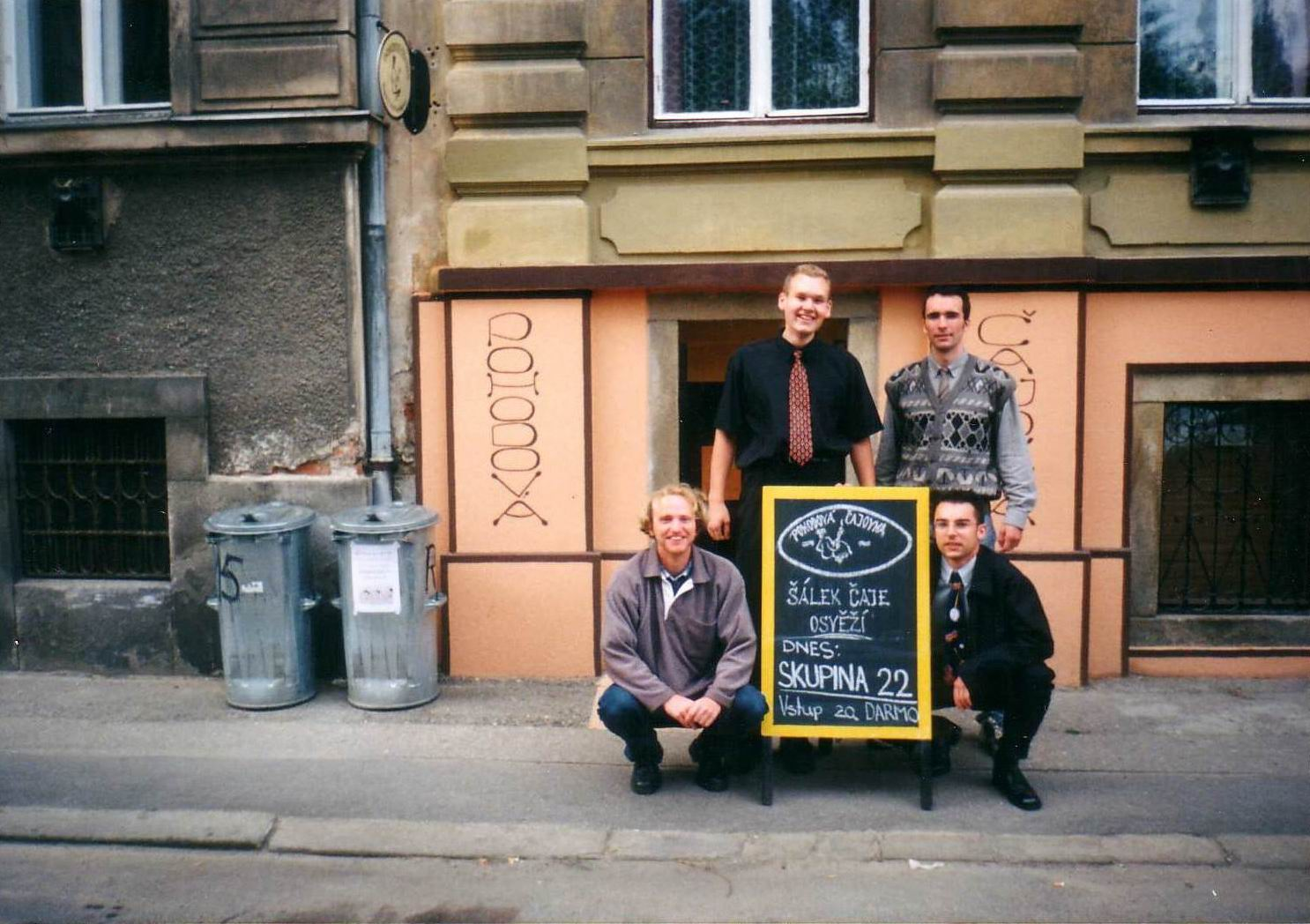
Členové Skupiny 22 před autorským čtením v roce 2001 v Pohodové čajovně v Českých Budějovicích

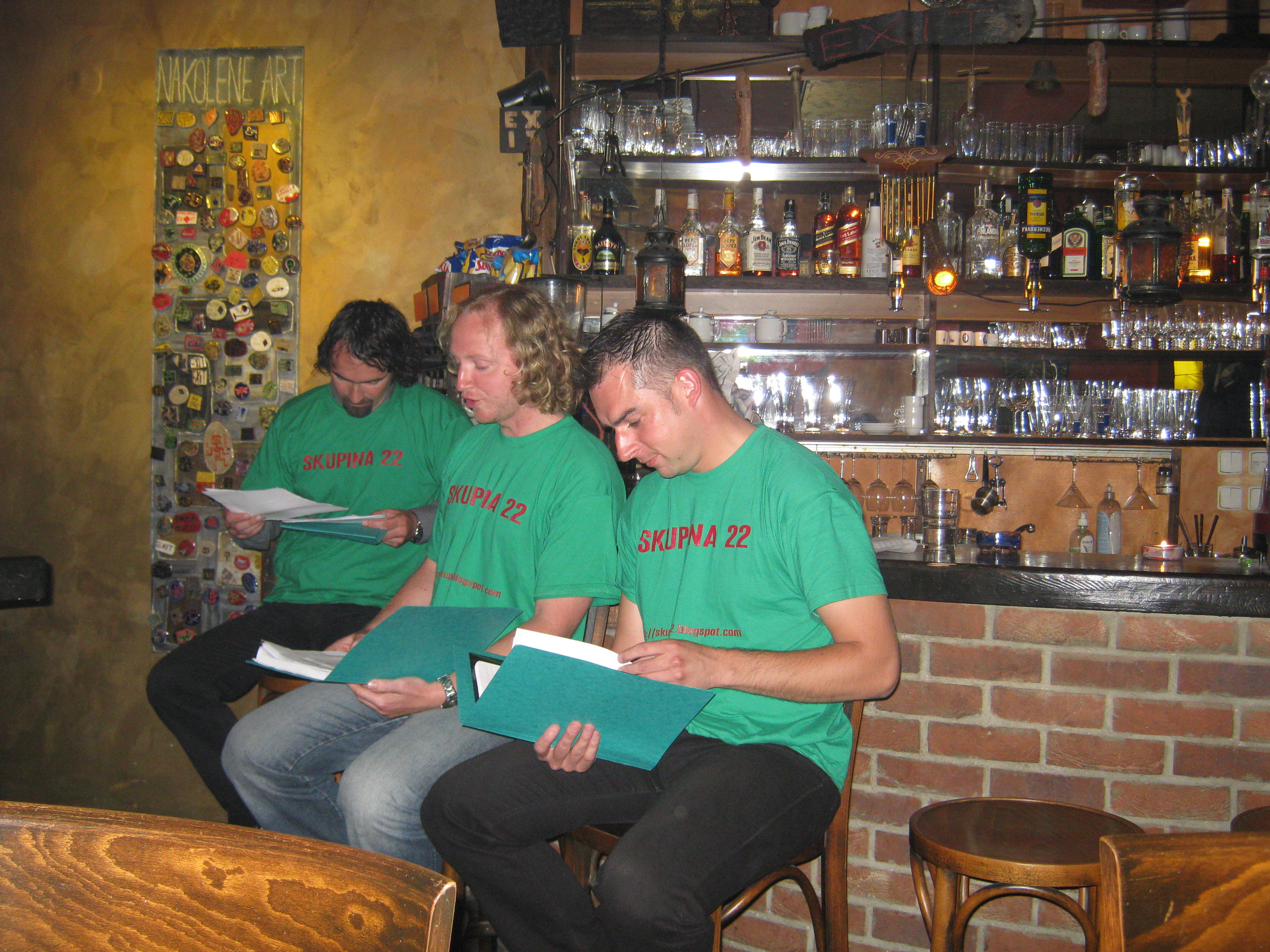
Skupina 22 při autorském čtení v Café Exit v Bratislavě v roce 2009

## Členové skupiny
Skupina 22 naposledy veřejně vystoupila 22. listopadu 2022 ve složení:
- Ivan Bartoš (básník, textař, DJ, herec, scenárista, režisér, skladatel), zakladatel skupiny, ve skupině v letech 1999–2022
- Luboš Rákosník (básník, textař, herec, hráč na theremin, bicí a klávesové nástroje), ve skupině aktivní v letech 2000–2002, 2006, 2008–2022

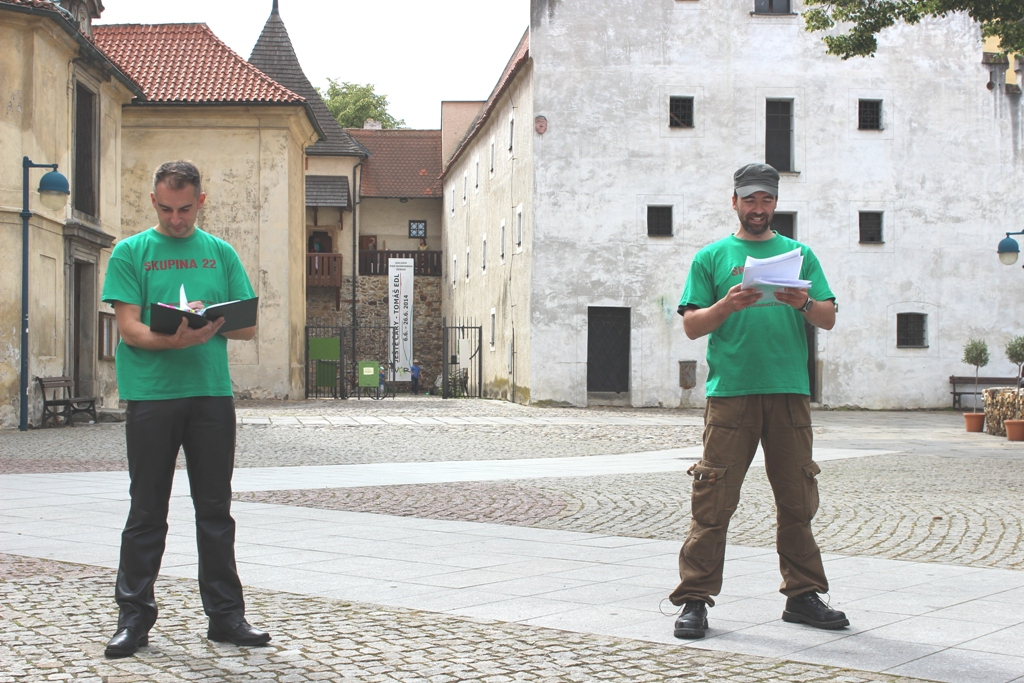
Skupina 22 na Buskers festu 2014 v Českých Budějovicích

### Dřívější členové
- Jiří Kabele (básník, textař, herec, kytarista), zakladatel skupiny, ve skupině aktivní v letech 1999–2017, tragicky zahynul v roce 2017[4]
- Radek Šafařík (básník, herec, grafik), ve skupině aktivní v letech 2001–2010, tragicky zahynul v roce 2019[5]
- Marek Vendl (herec), ve skupině aktivní v letech 2000–2010
- Edwin Otta (básník, herec, veleaktivní divák), ve skupině aktivní v letech 2002–2004, 2006–2008
- Oto Bárta (básník, herec), ve skupině aktivní v letech 2002–2004, 2006 – 2008
- Milan Souček (básník, herec, textař), ve skupině aktivní v letech 1999–2000
- Hynek Kocourek (nápověda), ve skupině aktivní v letech 2002–2021
- a jejich četná alter ega Eduard Benedikt Fau, Jurij Šakov, Pierre de Branschowitz, Lubaus Rakaustas, Bors, Lev Voleš, Besatt Hugganerson, Metoděj Mlýn

## Diskografie

### Studiová alba
- 2003 – První CD Skupiny 22
- 2004 – Vizte druhdy
- 2005 – Lok kardia
- 2006 – Chata novotruhnistica
- 2006 – Boost Of
- 2008 – Veseláková Pěknice
- 2019 – Triturus (nahráno 2009, nevydáno)